# Eugen Burg
Eugen Burg, nato Eugen Hirschburg (Berlino, 6 gennaio 1871 – 17 aprile 1944), è stato un attore e regista tedesco.

## Filmografia parziale

### Attore
- Das dunkle Schloß, regia di Willy Zeyn (1915)
- Mutter Erde, regia di Eugen Burg (1919)
- Die schwarze Pantherin, regia di Johannes Guter (1921)
- Alt Heidelberg, regia di Hans Behrendt (1923)
- S.O.S. Die Insel der Tränen, regia di Lothar Mendes (1923)
- Eine Dubarry von heute, regia di Alexander Korda (1926)
- Ludwig der Zweite, König von Bayern, regia di William Dieterle (1930)
- Mary, regia di Alfred Hitchcock (1931)
- Mein Leopold, regia di Hans Steinhoff (1931)
- Der weiße Dämon, regia di Kurt Gerron (1932)

### Regista
- Der violette Tod (1919)
- Mutter Erde (1919)